# تذكرة (أدب)
التَذْكِرَة هو شكل من أشكال القاموس الفهرس أو المجموعة الفهرسية التي ازدهرت في الإمبراطورية العثمانية في القرن السادس عشر. أشهر هذه الكتب هي كتب التذكرة للشعراء، ولكن الكتب ركزت أيضًا على أعمال المسؤولين الحكوميين والفنانين بشكل عام. ظهرت لأول مرة في الأدب العربي المبكر قبل القرن العاشر، ثم شقت طريقها إلى الأدب الفارسي والأدب العثماني لاحقًا.
واحدة من أشهر التذكارات الفارسية هي تذكرة الأولياء لفريد الدين العطار. وأهم تذكرة في اللغة الجغتائية التركية هو مجلس النفيس (Majolis un-Nafois) الذي ألَّفه علي شير النوائي.

## تذكيرات الشعر العثماني
تمت كتابة تذكرات الشعراء في الفترة ما بين القرنين السادس عشر والعشرين في منطقة الأناضول. وهي تحتوي على معلومات عن كل من الشعراء وأعمالهم الشعرية، وهي مكتوبة بالنثر والشعر مما يجعل التذكرة فريدًا من نوعه. وهي مصدر قيم للمعلومات لعلماء اليوم، كما أنها تقدم نوعًا من وثيقة الأنا بسبب الجمع بين المادة الموضوعية والمواد الذاتية. تشير الإشعارات الفهرسية إلى مكان الميلاد، والأسرة، والمعلمين، والمهنة، والحكايات الشخصية، والتعليقات على الشخصية أو الطابع، ومكان وتاريخ الوفاة، والاقتباسات من الشعر.
أول تذكره في الأدب العثماني كانت تسمى هشت بهشت (الينابيع الثمانية). كان هذا العمل من كتابة سهي بك من أدرنة (1471؟-1548) وتم الانتهاء منه في عام 1538. وتبعتها طبعات أخرى حتى عام 1548. وقد سرد أعمال وحياة 241 شاعرًا، وحظي بقبول ودعم كبيرين في الدوائر الاجتماعية العليا في الدولة العثمانية.
ومن بين التذكيرات المميزة تذكيرات لطفي القسطموني (1491-1582)، وهي الثانية من حيث الترتيب الزمني وهي التي تحتوي على أكبر عدد من النسخ (91). تم الانتهاء منها وتقديمها إلى السلطان سليمان الأول في عام 1546. هناك كتاب آخر مهم لعاشق جلبي، وهو كتاب "مشاعر الشعراء"، الذي نُشر عام 1568، ويغطي أعمال وحياة 427 شاعرًا. وهو الثالث من حيث الترتيب الزمني، والثاني من حيث عدد النسخ الموجودة (30). التذكرة الرابعة هي التي كتبها عهدي بغداد، وهو من أصل فارسي، واسمها جولشن شوارا (وردة الشعراء). وعلى عكس الثلاثة السابقة، فإنها تغطي فقط عصر المؤلف من الشعراء المعاصرين. تم الانتهاء من كتابتها في عام 1563، وتم تخصيصه للأمير سليم، الذي عُرف فيما بعد باسم السلطان سليم الثاني.
تذكيرات أخرى معروفة:
- رياضي محمد أفندي - رياض شورا
- فائزي - زُبْتْدُولُ الإِشَارَ
- ميرزاد محمد أفندي - سليم تزكيريسي
- علي جوفتي - تسفيتول سوارا
- داود فاتن - هيتمة العصر
- كنز الزاد حسن جلبي - تسفيتول سوارا

## طالع أيضًا
- ديوان شعر